# Vojtěch Círus
Vojtěch Círus (* 11. listopadu 1995, Praha) je český právník, historik a politik, od dubna 2023 předseda monarchistické strany Koruna Česká.

## Osobní život
Vojtěch Círus se narodil v Praze 11. listopadu 1995. Podle vlastních slov v dětství často pobýval na jižní Moravě, odkud pochází jeho matka.
Vystudoval práva na Právnické fakultě Univerzity Karlovy, poté začal působit Katedře právních dějin PF UK jako interní doktorand. Zabývá se historií českého ústavního práva, konkrétně Panskou sněmovnou Říšské rady. Mimo to pracuje v justici jako asistent soudce správního úseku Městského soudu v Praze.

## Politické působení
Na XXVII. generálním sněmu Koruny České dne 24. listopadu 2018 byl zvolen do předsednictva strany jako řadový člen, od jara stejného roku působil jako generální sekretář. Jako generální sekretář působil až do 1. dubna 2023, kdy byl zvolen novým předsedou místo již neobhajujícího Radima Špačka. Stal se tak nejmladším předsedou strany v historii.
Ve volbách do Poslanecké sněmovny v roce 2021 kandidoval v Jihočeském kraji na druhém místě kandidátky Koruny České. Ve volbách v roce 2025 kandiduje jako krajský lídr strany v Jihomoravském kraji.

## Názory
Vojtěch Círus je českým legitimistou, podporuje tedy na český trůn Karla Habsbursko-Lotrinského. Zastává názor, že panovník může být v rámci konstituční monarchie oproti prezidentovi opravdovou nadstranickou hlavou státu. Odmítá čistě negativní názor na období vlády Habsburků. V rozhovoru pro CNN Prima News řekl: „Jistě, každému panovníkovi můžeme něco vyčíst, ale nemůžu říct, že by nás pod Habsburky nepotkalo nic dobrého.“
Považuje se za konzervativce, odmítá eutanazii a homosexuální manželství. Je mírně euroskeptický. Zastává názor, že by se kraje měly nahradit zeměmi Čechy, Morava a Slezsko. Ve válce Ukrajiny s Ruskem vyjádřil podporu Ukrajině.

## Publikace
- Šouša J. a kolektiv.: Zákony, zákoníky a jejich aplikační praxe v 18.-20. století v českých zemích. Praha: Nakladatelství Karolinum, 2023. 226 s. [1] ISBN 978-80-246-5833-9
- Šouša J. a Círus V.: Normativa a aplikační praxe ohledně trestných činů rušení náboženství a urážky církve ve vybraných případech judikatury Krajského soudu v Českých Budějovicích v letech 1873–1923. [2]
- Círus V.: Církevní virilisté v Panské sněmovně. [3]

### Referemce
1. 1 2   ŠÉF MONARCHISTŮ: Na Hrad patří český král Karel Habsburský - Neviditelný pes. iDNES.cz [online]. 2023-09-09 [cit. 2024-03-31]. Dostupné online.
2. ↑   Katedra právních dějin | Právnická fakulta UK. www.prf.cuni.cz [online]. [cit. 2024-12-07]. Dostupné online.
3. ↑  CÍRUS, Vojtěch. Církevní virilisté v Panské sněmovně [online]. [cit. 2025-08-19]. Dostupné online.
4. ↑   Monarchisté si na XXX. generálním sněmu zvolili nové vedení strany - Koruna Česká [online]. 2023-04-04 [cit. 2025-08-19]. Dostupné online.
5. ↑  ČT24. PŘEHLEDNĚ: Podívejte se, kdo kandiduje do sněmovny. ct24.ceskatelevize.cz [online]. [cit. 2025-08-19]. Dostupné online.
6. ↑   Autonomní Morava či království. Do voleb i letos míří bizarní strany - Seznam Zprávy. www.seznamzpravy.cz [online]. 2024-09-18 [cit. 2025-08-19]. Dostupné online.
7. ↑  PRIMA, F. T. V. Šéf monarchistů: Češi si v prezidentovi hledají náhradního krále. Pavlova inaugurace byla bizarní. CNN Prima NEWS [online]. [cit. 2024-03-31]. Dostupné online.
8. ↑   Vojtěch Círus: «La Unión Europea ha de basarse en el principio "in varietate concordia"». Ahora Información [online]. [cit. 2024-03-31]. Dostupné online. (španělsky)
9. ↑   Volby do Poslanecké sněmovny 2025 - Politické spektrum | Česká televize. [s.l.]: [s.n.] Dostupné online.